# Gustav Philipsen
Gustav Philipsen, født 27 oktober 1853, døde 3 februari 1925, var en dansk-jødisk forretningsmand og politiker.
Philipsen blev juris kandidat 1875, delägare i förläggarfirman P. G. Philipsen 1877 och ledare för Nordisk forlag 1892. Efter dess sammanslagning med Gyldendalske Boghandel blev han 1903 styrelsemedlem och 1919 styrelseordförande i det nya bolaget. Philipsen, som var starkt socialt intresserad, tillhörde 1898-1903 Folketinget som liberal. Som ledamot av Borgerrepresentationen i Köpenhamn från 1893 utövade han stort inflytande på kommunalpolitiken. Philipsen eftersträvade en pacificering av arbetsmarknaden.